# Osvetljenost
Osvetljênost (oznaka E) je skupni vpadajoči svetlobni tok na enoto površine.

## Definicija
Osvetljenost je definirana kot
{\displaystyle E={\frac {\mathrm {d} \Phi _{\rm {v}}}{\mathrm {d} A_{e}}}}
kjer je
- {\displaystyle \Phi _{v}\!} vpadajoči svetlobni tok
- {\displaystyle A_{e}\!} vpadna površina

Osvetljenost je merilo za jakost vpadajoče svetlobe. Osvetljenost pada obratno sorazmerno s kvadratom oddaljenosti. 
Osvetljenost, ki ga daje točkast izvor s svetilnostjo {\displaystyle I\!}, na ravnini, ki je nagnjena, je enaka:
{\displaystyle E={\frac {I}{r^{2}}}\cos \alpha }
kjer je
- {\displaystyle I\!} svetilnost izvora v kandelah
- {\displaystyle r\,} razdalja do izvora
- {\displaystyle \alpha \,} kot, pod katerim pada svetloba na ravnino (kot med pravokotnico in smerjo vpadanja svetlobe)

## Enota za merjenje osvetljenosti

### Enote v sistemu SI
V sistemu SI je enota za merjenje osvetljenosti luks (oznaka lx), ki je 1 lumen na kvadratni meter.

### Enote zunaj sistema SI
V CGS sistemu (sistem enot centimeter-gram-sekunda) je enota za merjenje osvetljenosti fot (oznaka ph iz besede phot). 1 fot je enak 10 000 lx. Uporablja se še enota footcandle (oznaka fc), ki pa ni metrična enota. Pomeni pa lumen na kvadratni čevelj. Uporablja se v fotografiji, v filmu, televiziji in pri osvetljevanju.

## Zgledi nekaterih osvetljenosti
| osvetljenost      | primer                                                    |
| ----------------- | --------------------------------------------------------- |
| 10−5 lx           | svetloba zvezde Sirij, najsvetlejše zvezde na nočnem nebu |
| 10−4 lx           | skupna svetloba zvezd                                     |
| 0,002 lx          | jasno nebo brez Lune                                      |
| 0,01 lx           | prvi in zadnji krajec Lune                                |
| 0,27 lx           | polna luna v jasnem vremenu                               |
| 1 lx              | polna luna v zenitu v tropskih krajih                     |
| 3.4 lx            | pričetek mraka pri jasnem nebu                            |
| 50 lx             | običajna dnevna soba                                      |
| 80 lx             | hodnik/stranišče                                          |
| 100 lx            | zelo temen in oblačen dan                                 |
| 320–500 lx        | osvetljenost v pisarni                                    |
| 400 lx            | sončni vzhod ali zahod ob jasnem vremenu                  |
| 1,000 lx          | oblačen dan ; običajna osvetljenost v TV studiu           |
| 10,000–25,000 lx  | polna dnevna svetloba brez neposredne sončne osvetlitve   |
| 32,000–130,000 lx | neposredna sončna osvetlitev                              |